# Xian de Changshun
Le xian de Changshun (长顺县 ; pinyin : Chángshùn Xiàn) est un district administratif de la province du Guizhou en Chine. Il est placé sous la juridiction de la préfecture autonome buyei et miao de Qiannan.

## Démographie
La population du district était de 227 668 habitants en 1999.